# Espícula (esponja)

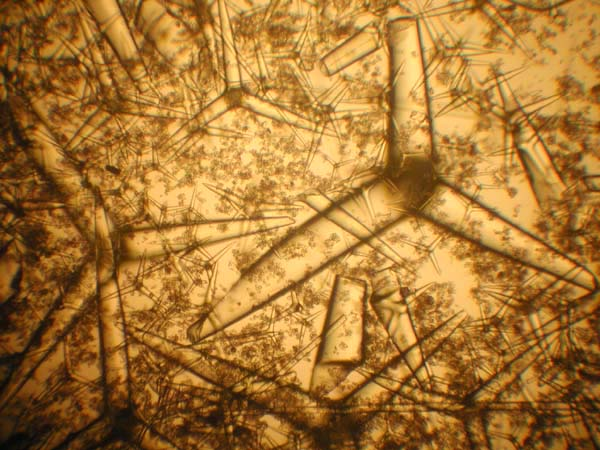
Espícules al microscopi

Les espícules són estructures microscòpiques de naturalesa inorgànica que es presenta en l'endoesquelet de les esponges.
Les espícules poden ser de naturalesa calcària (Calcispongiae), sílícia (Demospongiae i Hyalospongiae) o còrnia (Sclerospongiae).
Les espícules tenen forma i disposició molt diversa entre les diferents espècies i en elles es basa la taxonomia dels porífers. Per observar les espícules el teixit de les esponges es dissol en àcid nítric i el residu es posa al portaobjectes del microscopi òptic.
Les esponges silícies generalment tenen dos tipus d'espícules: les megascleres i les microscleres. 

Les megascleres mesuren més de 100 µm i participen en les funcions de sostenir els teixits, n'hi ha de diverses formes.
Les microscleres fan d'1 a 100 μm i no tenen paper estructural.
Es presenten en forma estelada (àster), amb raigs que neixen en un cos central més o menys estret (euàster, esferàster) o d'un eix més o menys angulós (metàster, espiràster).